# Dionysiac
Dionysiac est une exposition pluridisciplinaire qui a eu lieu du 16 février au 9 mai 2005 dans la Galerie sud du centre Pompidou. 
Elle réunit 14 artistes contemporains d’une renommée internationale. La majorité des œuvres ont été produites spécialement pour l’occasion et ont été accompagnées d’un programme d’événements divers : des performances, des films, des sélections musicales, des colloques et des publications. Pensée comme une exposition–réflexion, Dionysiac propose un point de vue sur la création contemporaine en action et tisse des liens entre l’art et la vie. 

## Équipe
- Commissaire d’exposition : Christine Macel
- Assistante de la commissaire : Anna Hiddleston
- Réalisation et Coordination : Nicole Gersen
- Scénographie : Jasmin Oezcebi
- Directeur Artistique : Christophe Brunnquell
- Régie des œuvres : Jean-Robert Bouteau

## Description de l'exposition
Dionysiac est avant tout un projet expérimental  qui se situe entre l’œuvre d’art exposée et l'état d’esprit des artistes. Cherchant à bouleverser les limites de notre société, ces artistes travaillent dans l’excès du flux, qu’ils tentent d’organiser ou d’incorporer dans une forme. À travers des installations volumineuses, des collages, des peintures, des sculptures, des dessins et des vidéos, le public est amené dans un monde parallèle où sont mêlés de l’intensité et de l’énergie, de la joie et de la cruauté, de la transgression et du rire, du plaisir et de la douleur.
Le titre de l’exposition est inspiré par le fameux ouvrage du philosophe allemand Friedrich Nietzsche, La Naissance de la tragédie, écrit en 1871. Décrivant l’ivresse dionysiaque, le philosophe écrit : « L’homme n’est plus artiste, il est devenu œuvre d’art. » L’homme dionysiaque exprime ainsi la création, l’instinct, la jouissance en référence au dieu grec Dionysos, dieu de l’explosion et de l’enthousiasme, des forces de vie et de destruction et de tous les déchaînements.

## Propos de la commissaire
La commissaire Christine Macel s'exprime au sujet de l'exposition : « Dionysiac est un projet, non seulement une exposition, mais aussi une enquête, un dialogue, un livre, un colloque, en somme un processus réflexif et spéculatif. Il ne présuppose pas ce à quoi il va aboutir, ni ne démontre. Il est né d’une intuition sur l’art et sur le monde d’aujourd'hui, qui s’éprouve à la fréquentation des œuvres d’art, des artistes, des écrivains, des philosophes et de la réalité contemporaine. L’exposition permet de matérialiser un état d’esprit, une sensibilité commune partagée par certains artistes d’aujourd’hui. Ce projet constitue bel et bien une expérience « curatoriale », une expérience active ; à la fois une tentative, un essai, une avancée et un risque. Dans cet ordre d’idée, la nécessité absolue de la production des œuvres s’est imposée pour l’exposition. Elle aboutit à une forme originale de l’exposition de groupe, telle une mini-biennale, où chaque artiste occupe sa place ».

## Artistes et œuvres exposées
- Gelatin – Cockjuice Joe, 2004, peluche, tissu, échafaudage, ampoule; Les Talents merveilleux des artistes des rues, 2004, pâte à modeler, collage de photographies monté sur plaque de médium; La vie en rose, 2004, pâte à modeler, collage de photographies monté sur plaque de médium; Guernica, 2004, pâte à modeler, collage de photographies monté sur plaque de médium.
- John Bock – Salon de Béton, 2005, film avec les acteurs Anne Brochet et Andreas Schlaegel, Vidéo PAL, DVD
- Keith Tyson – Primordial Soup and Dilutions, 2004 – 2005, 15 panneaux, acrylique sur panneau d’aluminium; All from one « Ziggaurat », 2005, technique mixte
- Fabrice Hyber - « 2 » - « 13 », 2004, vidéos, DVD, en boucle
- Kendell Geers – Kocktail, 2005, situation, verres en cristal, champagne; La Sainte-Vierge, 2005, installation, encre de Chine, débris de verre et préservatifs
- Jason Rhoades - Sheep Plug, 2005, 200 savons, quatre bidons en plastique remplis d’excréments, huile pour bébé, couvercle en acier, baril, deux vidéos, DVD, 90 min.
- Paul Mccarthy – Heinz Ketchup Sauce, 1974, 19 min 25 s, PAL, son, couleur ; Bossy Burger, 1991, 59 min 08 s, PAL, son, couleur
- Martin Kersels – Dionysian Stage, 2005, sculpture monumentale, bois, meubles, moteurs, matériaux de récupération
- Jonathan Meese – Soldier of Fortune « Jean » (Honey), 2003; Soldier of Fortune « Herman », 2003/ Widder, 2003 ; Das Bildnis des Dr. Fu Manchu, 2004 ; Son, 2004; Mother, 2004 ; Friedrich Nietzsche, 2004 ; Mutter Parzival, 2004 ; Sils Maria, 2004; Nietzsche, 2004 ; Sans titre, 2005, bronzes
- Malachi Farrell – O’Black (Atelier Clandestin), 2004-2005, installation sonore, dimensions variables
- Richard Jackson - Pump Pee Doo, 2005, installation, huit ours en fibre de verre moulé, peinture
- Christoph Büchel – Minus, 2002, installation, container, matériel pour concert, lumières
- Maurizio Cattelan – Punki, 2005, saltimbanque
- Thomas Hirschhorn – Jumbo Spoons and Big Cake, 2000, bois, carton, feuille d’aluminium, papier doré, feuille plastique transparente, peinture en spray, néons, ruban adhésif, sacs poubelle, chaînes métalliques, tables pliantes, seaux, outils, cuillères et louches, miroirs, lampes de bureaux, magazines, livres, stylo-feutre, 4 vidéos